# برنامج جودة الحياة
برنامج جودة الحياة أحد برامج تحقيق رؤية السعودية 2030 وتم الإعلان عنه في 17 شعبان 1439 هـ الموافق 3 مايو 2018. ويُعنى بتحسين جودة حياة الفرد والأسرة من خلال تهيئة البيئة اللازمة لدعم واستحداث خيارات جديدة تُعزّز مشاركة المواطن والمقيم والزائر في الأنشطة الثقافية والترفيهيه والرياضية والسياحية والأنماط الأخرى الملائمة التي تساهم في تعزيز جودة حياة الفرد والأسرة، وتوليد الوظائف، وتنويع النشاط الاقتصادي، وتعزيز مكانة المدن السعودية في ترتيب أفضل المدن العالمية. حيث يعمل برنامج جودة الحياة على تحسين جودة الحياة في السعودية، من خلال محوري تطوير أنماط الحياة، وتحسين البنية التحتية. فيعمل على تطوير أنماط الحياة من خلال تفعيل مشاركة الأفراد في الأنشطة الترفيهية والرياضية والثقافية. كما يعمل على تحسين البنية التحتية من خلال الارتقاء بالخدمات والبنية التحتية والنقل، والإسكان والتصميم الحضري والبيئة، والفرص الاقتصادية والتعليمية، والأمن والبيئة الاجتماعية.
ويصل إجمالي الإنفاق في القطاعات ذات الصلة بالبرنامج حتى العام 2020 إلى 130 مليار ريال، منها مبلغ 74.5 مليار ريال إجمالي الاستثمارات المباشرة في البرنامج، وتشكل النفقات الحكومية الرأسمالية منها مبلغ يزيد عن 50.9 مليار ريال، واستثمارات متاحة للقطاع الخاص بمبلغ يصل إلى 23,7 مليار ريال. ولا يشمل ذلك كافة أشكال الإنفاق الرأسمالي في المشروعات الكبرى ذات الصلة، مثل مشروع القدية، ومشروع البحر الأحمر، ومشروع بوابة الدرعية، ومشروع جدة التاريخية، ومشروعات الهيئة الملكية لمحافظة العلا وغيرها، إضافة إلى جميع المشروعات ذات الصلة التابعة للقطاع الخاص، والتي يصل إجمالي الاستثمارات فيها إلى أكثر من 86 مليار ريال.

## الأهداف الاستراتيجية
1. تعزيز ممارسة الأنشطة الرياضية في المجتمع.[2]
2. تنمية المساهمة السعودية في الفنون والثقافة.[3]
3. تطوير وتنويع فرص الترفيه لتلبية احتياجات السكان.
4. تطوير قطاع السياحة.
5. تحقيق التميّز في عدة رياضات إقليمياً وعالمياً.
6. تحسين الظروف المعيشية للوافدين.
7. المحافظة على تراث المملكة الإسلامي والعربي والوطني والتعريف به.
8. تحسين المشهد الحضري في المدن السعودية.
9. الارتقاء بجودة الخدمات المقدمة في المدن السعودية.
10. تعزيز حصانة المجتمع تجاه المخدرات.

## المستهدفات
- تصنيف 3 مدن سعودية ضمن أفضل 100 مدينة للعيش في العالم
- العمل على توفير أكثر من 143,000 وظيفة في القطاع الثقافي
- العمل على إنشاء 600 منطقة ترفيهية في المملكة [4]

## مركز جودة الحياة
هو مركز يرتبط تنظيميا بمجلس الشؤون الاقتصادية والتنمية، دخل حيز التنفيذ في ديسمبر 2018، ومقره العاصمة الرياض، ويحل محل البرنامج الوطني سابقا «داعم» ويهدف إلى تمكين برامج جودة الحياة من تحسين حياة الأفراد والأسرة في السعودية، وتطوير مجال الأنشطة الترفيهية والترويحية، وتوليد الوظائف.
ويسعى المركز إلى تحقيق 5 أهدف أساسية لضمان أسلوب حياة متوازن وهي
- وضع المبادرات والمقترحات التي تتعلق بتحسين جودة الحياة.
- تهيئة البيئة اللازمة لدعم مشاركة الفرد والأسرة في الأنشطة الترفيهية والرياضية والثقافية.
- دعم الكفايات المحلية والدولية المتخصصة للخروج بأفكار إبداعية.
- إنشاء المعاهد ومراكز التدريب بالتنسيق مع الجهات ذات الصلة.
- التنسيق مع الجهات لتطوير إجراءات صدور التراخيص لأندية الهواة.
- تقديم الدعم للجهات الحكومية ذات العلاقة بالهوايات.
- التنسيق مع الجهات الحكومية ذات الصلة بالهوايات من أجل تطوير مرافقها وتهيئتها.
- إعداد الضوابط المتعلقة بالجهات الحكومية ذات الصلة فيما يخص الهوايات.
- تأسيس حاضنات الأعمال والخدمات المشتركة لتحقيق الدعم لأندية الهواة.
- تشجيع القطع الخاص والعام على تبني مبادرات تحقق جودة الحياة.
- التعريف بأندية الهواة في المجتمع ووضع الأطر التنظيمية لها.
- إنشاء المرافق وتوفير الخدمات.

## تطوير

### القطاع السياحي
ضمن الهدف الإستراتيجي لرؤية المملكة 2030 (تطوير القطاع السياحي)، تم تسجيل 17.6 مليون زيارة سياحية إلى المملكة في الربع الثالث من 2021م متجاوزة المستهدف بتحقيق 8 ملايين زيارة بنسبة 220%، وبهذا يصل عدد الزيارات السياحية إلى المملكة في المدة ما بين يناير وسبتمبر 2021م إلى 49.3 مليون زيارة سياحية.

### القطاع الرياضي
شهد القطاع الرياضي في 2021م تدشين عدد من الخطط والإستراتيجيات المحورية، منها إستراتيجية دعم الاتحادات الرياضية، وبرنامج تطوير رياضي النخبة، وبرنامج «فخر» المختص بالألعاب البارالمبية (لذوي الاحتياجات الخاصة). إضافة إلى إتاحة فرص التدريب والتأهيل في القطاع عبر «أكاديمية مهد» و «معهد إعداد القادة» وتنفيذ حملات تعزيز الوعي بممارسة الأنشطة الرياضية في المجتمع عبر الاتحاد السعودي للرياضة للجميع، علاوة على استضافة الفعاليات العالمية، ومن أبرزها في 2021 استضافة رالي دكار الدولي، وفعاليات فورمولا 1، وكأس العالم لكرة اليد «سوبر غلوب» وغيرها من الفعاليات الرياضية الدولية.

### القطاع الثقافي
حقق القطاع الثقافي في مؤشر «عدد المؤلفات المحلية» قيمة فعلية مقدارها 7.956 كتابا، متجاوزاً المستهدف في 2021 وهو 3200 كتاب. كما تم تسجيل 1.091 يوما في مؤشر عدد أيام الفعاليات الثقافية، متجاوزاً المستهدف (940 يوما) بنسبة 116%.
كما وصل عدد خريجي الدراسات العليا في الاختصاصات الثقافية 20.625 خريجا، بينما كان المستهدف 17 ألف خريج، وبلغ عدد المنشآت الثقافية 18 منشأة، وعدد المشاركات السعودية في الفعاليات الثقافية الدولية 5 مشاركات، وهو ما يحقق المؤشرين بنسبة 100%.

### بمؤشر «نسبة مساحة المولات بالمتر المربع على الفرد»
فيما يتعلق بمؤشر «نسبة مساحة المولات بالمتر المربع على الفرد» فقد حقق 0.49 متر مربع/فرد، متجاوزا المستهدف 0.34 متر مربع/فرد بنسبة 144%، أما مؤشر «نسبة تمثيل العلامات التجارية العالمية» فقد حقق مستهدفاته بنسبة 100% إذ تم تسجيل 61.54% نسبة تمثيل العلامات التجارية العالمية في المملكة (أي نسبة وجود العلامات التجارية العالمية في السوق السعودي).

### تحسين المشهد الحضري في المدن السعودية
تم تسجيل قيمة فعلية مقدارها 5.5 أمتار مربعة/فرد في مؤشر «معدل نصيب الفرد من الساحات والأماكن العامة» متجاوزة القيمة المستهدفة (4.45 أمتار مربعة/فرد) بنسبة 123%.

## أعضاء لجنة البرنامج[8]
| الإسم                               | المنصب                   |
| ----------------------------------- | ------------------------ |
| الأستاذ/ أحمد بن عقيل الخطيب        | رئيس لجنة البرنامج       |
| الأستاذ/ بدر بن عبدالرحمن القاضي    | عضو                      |
| الأميرة/ هيفاء بنت محمد آل سعود     | عضو                      |
| الأستاذ/ ماجد بن عبدالله الحقيل     | عضو                      |
| الأستاذ/ تركي بن عبدالمحسن آل الشيخ | عضو                      |
| المهندس/ إبراهيم بن محمد السلطان    | عضو                      |
| الدكتور/ سعد بن عثمان القصبي        | عضو                      |
| الأستاذ/ حامد بن محمد فايز          | عضو                      |
| الدكتور/ سعد بن سعود آل فهيد        | عضو                      |
| الأستاذ/ فراس بن نزار الشريف        | عضو                      |
| الدكتور/ إبراهيم بن محمود بابللي    | عضو                      |
| الدكتور/ هاني بن عبدالعزيز جوخدار   | عضو                      |
| الدكتور/ أسامة بن إبراهيم فقيها     | عضو                      |
| الدكتور/ فهد آل عقران               | عضو                      |
| الأستاذ/ رائد بن عبدالله بن أحمد    | عضو                      |
| المهندس/ فيصل بافرط                 | عضو                      |
| الأستاذ/ خالد بن عبدالله البكر      | الرئيس التنفيذي للبرنامج |

## وصلات خارجية
- الموقع الرسمي للبرنامج